# Давид
Дави́д (ивр. דָּוִד‎ — «возлюбленный») — второй царь народа Израиля после Саула, младший сын Иессея (Иишая) из Вифлеема (Бет-Лехема). По Библии (3 Цар. 2:11) всего царствовал сорок лет: 7 лет и 6 месяцев был царём Иудеи со столицей в Хевроне, затем 33 года — царём объединённого царства 12-ти израильских колен (народностей) со столицей в Иерусалиме.
По разным хронологиям, даты правления: 1055—1015 год до н. э.; 1012—972 год до н. э.; 1010—970 год до н. э.; 1004—965 год до н. э.; по традиционной еврейской хронологии 876—836 год до н. э.
Образ Давида представляет собой образ идеального властителя. Историчность царя Давида является предметом научной дискуссии. Согласно библейским пророчествам, из рода Давида (по мужской линии) должен произойти Мессия (ивр. Машиах). Согласно еврейской традиции, Мессия должен прийти в будущем. Согласно христианскому Новому Завету, Мессия из рода Давида уже явился, и это Иисус Христос.

## В Священных Писаниях

### Происхождение и помазание
Давид был младшим из восьми сыновей Иессея — вифлеемлянина из колена Иуды (1 Цар. 16:1, 10 и след.; 1 Пар. 2:13—16), правнуком Вооза (Боаза) и моавитянки Руфи (Рут). (Руфь. 4:18—22)
Согласно буквальному прочтению 1 Цар. 17:42, еврейской традиции, и некоторым переводам Библии на русский язык, Давид был рыжим, согласно Синодальному и некоторым другим переводам 1 Цар. 17:42 — белокур, согласно греческому, церковнославянскому и некоторым другим переводам — румяным. Он также был красив, силён, красноречив и хорошо играл на гуслях. Будучи пастухом (он пас овец своего отца), Давид показал себя человеком надёжным и смелым, побеждая льва и медведя, защищал своих овец (1 Цар. 16:12, 18; 17:34—36).
Когда Бог отверг царя Саула (Шаула) за непокорность, Он послал пророка Самуила (Шмуэля) помазать Давида в присутствии его отца и братьев как будущего царя. С помазанием на Давида снизошёл Дух Божий и почивал на нём (1 Цар. 16:1—13).

### При дворе царя Саула
Призванный к царю Саулу, Давид игрой на кинноре успокаивал царя Саула. После того как Давид, пришедший в израильское войско навестить своих братьев, принял вызов великана-филистимлянина Голиафа и сразил его пращой, обеспечив тем самым победу израильтянам, Саул окончательно взял его ко двору (1 Цар. 16:14 — 18:2).
Как придворный и воин, Давид завоевал дружбу царского сына Ионафана (Ионатана), а его отвага и успехи в борьбе с филистимлянами начали затмевать в глазах народа славу самого Саула. Это вызвало зависть и ревность царя, так что «с того дня и потом подозрительно смотрел Саул на Давида» (1 Цар. 18:7—9). Со временем подозрения укрепились, и Саул дважды пытался убить Давида. Когда это ему не удалось, Саул стал действовать более осторожно. Он подверг Давида опасности, во время которой Саул уже не скрывал своей вражды. Случай с копьём, которое царь метнул в Давида, и угроза попасть в темницу, от которой его уберегла только жена Мелхола, вынудили Давида бежать к Самуилу в Раму. Самуил привел Давида в убежище, где было сильное присутствие Бога. Там в Навафе сонм пророков фокусировался на Боге. Атмосфера изменилась, так что убийцы, посланные Саулом, тоже стали пророчествовать, а вместе с ними и сам царь Саул был исполнен Духа Божия(1 Цар. 19:20—24). При последней встрече Ионафан подтвердил Давиду, что примирение с Саулом более невозможно (1 Цар. 19:7).

### Бегство и эмиграция
Под предлогом исполнения тайного поручения царя Давид получил хлебы предложения и меч Голиафа от священника Ахимелеха в Номве (Нове), а затем бежал к филистимскому царю Анхусу в Геф (Гат). Там Давида хотели схватить, и, чтобы спастись, он притворился безумным (1 Цар. 21; Пс. 33:1; 55:1).
Затем Давид искал убежища в пещере Адолламской, где собрал вокруг себя родственников и множество притесняемых и недовольных; своих родителей он укрыл у моавитского царя. Поспешному бегству Давида и его тщетным попыткам обрести безопасность положило конец переданное ему через пророка Гада Божье повеление идти в землю Иуды (1 Цар. 22:1—5). Оттуда Господь, в ответ на вопрос Давида, повёл его дальше, на освобождение от филистимлян Кеиля, куда к нему прибыл с ефодом Авиафар, единственный священник из Номвы, спасшийся от мести Саула. Саул, услышав о пребывании Давида в Кеиле, начал многолетнее беспощадное преследование соперника (1 Цар. 23). Однако тот снова и снова ускользал от него, при этом Давид дважды отказывался от представившейся возможности убить царя, помазанника Божьего, чтобы не понести за это кары (1 Цар. 23; 24; 26).

### На службе у филистимлян
Оказавшись в немилости у царя Саула, Давид бежал со своими сторонниками (600 мужей) к своим недавним врагам филистимлянам (1 Цар. 27:1), ища покровительства их короля Анхуса, властителя города Геф. Анхус пожаловал Давиду пограничный город Секелаг в пустыне Негев (1 Цар. 27:6), который был превращен в разбойничью базу. Отряды Давида грабили местное население (амаликитян), а часть добычи отсылали филистимлянскому царю Анхусу (1 Цар. 27:9). Когда филистимляне собрались в поход против Израиля, только возражения князей помешали включить отряды Давида в войска филистимского вторжения (1 Цар. 28:4). В это время Давид отправил очередной трофей, захваченный у амаликитян, своим друзьям, иудейским старейшинам «…и послал из добычи к старейшинам Иудиным, друзьям своим, говоря: «вот вам подарок из добычи, взятой у врагов Господних» (1 Цар. 30:26).

### Царь в Хевроне

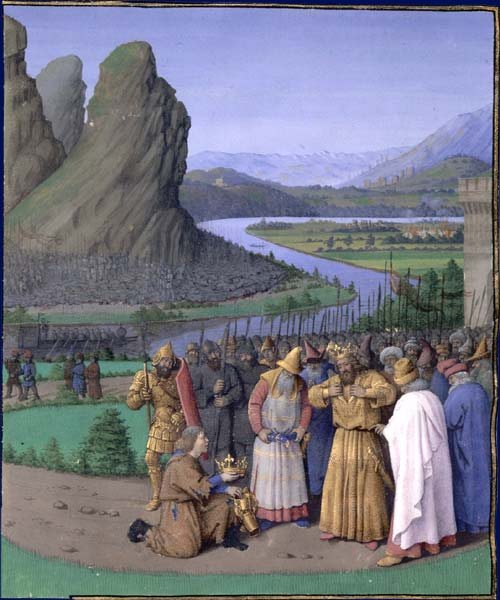
Давиду приносят новость о смерти Саула. Миниатюра Жана Фуке из рукописи «Иудейских древностей» Иосифа Флавия, 1470

Тем временем филистимляне нанесли сокрушительное поражение израильтянам в битве при Гелвуе (1 Цар. 31:6). Воспользовавшись временным вакуумом власти, Давид во главе вооружённого отряда прибыл в иудейский Хеврон, где колено Иуды на собрании провозгласило его царем иудейским (2 Цар. 2:4), что означало фактическое отделение Иудеи от Израиля, царем которого был провозглашен сын Саула Иевосфей (2 Цар. 2:10). Два еврейских государства вступили между собой в междоусобную борьбу, которая длилась два года (ибо Иевосфей царствовал 2 года) и завершилась победой Давида (2 Цар. 3:1). Старейшины Израиля пришли в Хеврон и избрали Давида царем над всем Израилем (2 Цар. 5:3). К тому же периоду времени относится желание Давида вернуть ковчег завета (2 Цар. 6:1, 2), который ранее был захвачен филистимлянами, а позднее отослан ими обратно в Израиль по причине большого количества наростов, поразивших филистимлян (1 Цар. 6:1—16). В конечном итоге, Давиду удалось это осуществить — он вернул ковчег из Гефа (2 Цар. 6:17). Интересно, что третьей частью армии Давида командовал Еффей — военачальник из того же филистимлянского города, из которого также происходил Голиаф, и в котором когда-то скрывался от преследований Саула сам Давид. То есть один из трёх маршалов Давида был филистимлянином (2 Цар. 15:19; 2 Цар. 18:2).
В Хевроне у Давида родилось 6 сыновей: первенец Амнон, Далиуа, Авессалом, Адония, Сафатия и Иефераам.

### Царь в Иерусалиме

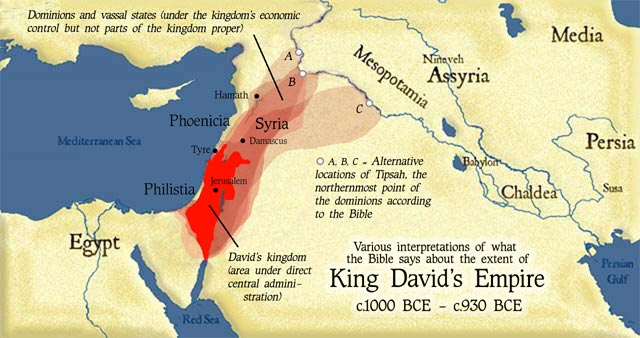
Различные интерпретации того, что Библия говорит о размерах Израильского царства времён Давида, 1000—930 годы до н. э.

Первым крупным предприятием Давида стала война с иевусеями (2 Цар. 5:6), в результате которой он захватил Иерусалим и перенёс туда столицу своего государства. Давид заключил союз с тирским царем Хирамом, который помог ему построить в Иерусалиме деревянный терем (2 Цар. 5:11). В новой столице от новых жен у Давида родилось множество сыновей, среди которых был и Соломон (2 Цар. 5:14).

#### Религиозная реформа
После объединения Израиля Давид превратил иевусейский Иерусалим в сакральный иудейский центр, поместив ковчег завета в скинии на горе Сион (Пс. 73:2; Пс. 75:3). Пребывание в филистимлянской земле в отрыве от израильской религиозной традиции привело к тому, что израильтяне недоумевали (2 Цар. 6:20), когда Давид плясал перед Господом (2 Цар. 6:16), одетый лишь в льняной ефод (2 Цар. 6:14). Однако Давид категорически отвергал человеческие жертвоприношения (Пс. 105:38) и служения истуканам (Пс. 105:36). Богослужения стали более экзальтированными (Пс. 99:2) и музыкальными (1 Пар. 25:6; Пс. 150:3), поскольку стихотворец и музыкант Давид сам сочинял псалмы.
Давид объединил священников под началом первосвященников (2 Цар. 8:17) и включил их в состав государственного аппарата (писцами и судьями — 1 Пар. 26:29). Богослужения стали проводиться дважды в день (1 Пар. 23:30), а ротацию священников определял жребий и очерёдность (1 Пар. 25:8). Другие левиты были назначены судьями и писцами в землях западнее и восточнее Иордана.
Давид также намеревался построить для Ковчега Божьего дом — Храм. Не Давид, а лишь его сын осуществит строительство, ибо Давид, участвуя в войнах, пролил слишком много крови (1 Пар. 22:8). Хотя Давид и не должен был строить Храм, он начал подготавливать строительство, собрал средства и предоставил своему сыну Соломону строительные материалы и планы (2 Цар. 7; 1 Пар. 17; 22; 28:1 — 29:21). Поскольку в это время на Израиль, в наказание за перепись населения, предпринятую Давидом, была послана язва, царь получил через пророка Гада задание возвести алтарь Господу на том месте, где милосердие Божье остановило ангела с мечом, простёртым на Иерусалим, — на гумне Орны-иевусеянина. Тем самым Давиду было указано место, на котором Соломон позже начал строительство Храма (2 Цар. 24; 2 Пар. 3:1).

#### Территориальные приобретения

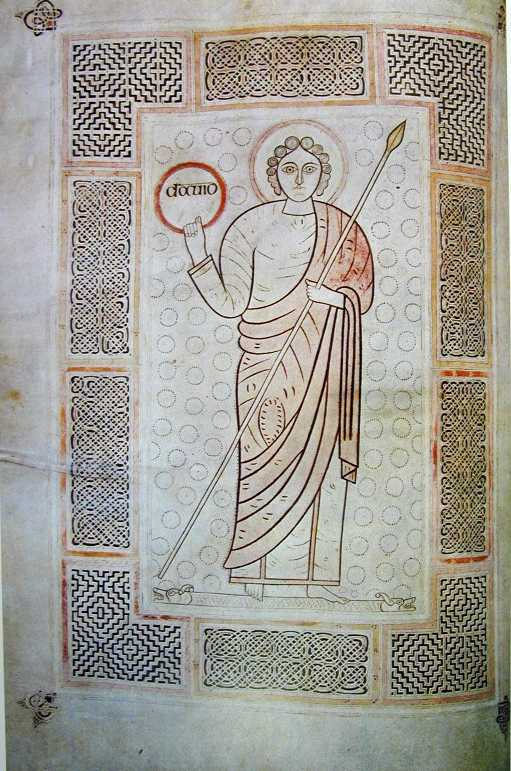
«Давид Победитель». Миниатюра рукописи «Толкования псалмов» Кассиодора из библиотеки Даремского собора, VIII век

Объединив Израиль, Давид распространил свою экспансию на сопредельные территории. Так он завоевал Моав (2 Цар. 8:2). Затем Давид начал победоносную войну против арамеев, чьи полукочевые царства (Сува, Дамаск, Беф-Рехова) располагались на территории Сирии (2 Цар. 8:6). Сирийский поход вывел Давида к берегам Евфрата и обеспечил ему доступ к богатейшим месторождениям меди (2 Цар. 8:8). На юге он присоединил Идумею (2 Цар. 8:14).
С аммонитянами при царе Наасе отношения были мирными, но его сын Аннон оскорблением послов Давида спровоцировал войну. Первым же походом Иоав и Авесса разрушили союз между Анноном и призванными им на помощь арамеями (сирийцами), которые после этого окончательно покорились Давиду. Через год Давид взял Равву.
Царство Давида простиралось от Ецион-Гавера на Акабском заливе на юге до границы Емафа на севере и занимало, за исключением узких прибрежных полосок, населённых филистимлянами и финикийцами, все пространство между морем и Аравийской пустыней. Тем самым Израиль в основном достиг границ земли обетованной (Чис. 34:2—12; Иез. 47:15—20).

#### Государственное строительство
Обширное царство требовало упорядоченной организации управления и войска. При дворе Давид создал, во многом по египетскому образцу, должности дееписателя и писца (2 Цар. 8:16 и след.).
Далее мы узнаем о советниках царя (1 Пар. 27:32—34), о чиновниках, управлявших царским имуществом (27:25—31), и о надзирателе за сбором податей (2 Цар. 20:24). Наряду с начальниками над отдельными коленами (1 Пар. 27:16—22), действовали уже упоминавшиеся левитские судьи и чиновники (1 Пар. 26:29—32). Давид произвёл также всеобщую перепись народа, которая, однако, была противна воле Господней и не была завершена (1 Пар. 27:23 и след.).
Высшим воинским чином обладали главный военачальник, то есть начальник народного ополчения, которое состояло из 12 воинских подразделений, обязанных служить месячный срок, и начальник личной охраны царя, хелефеев и фелефеев (2 Цар. 20:23), наёмников критского и филистимского происхождения.
Особое положение занимали храбрые Давида — его спутники со времени бегства от Саула, прославившиеся своими подвигами. Некоторые из них (Иоав, Авесса, Ванея) заняли впоследствии высшие командные должности (2 Цар. 23:8—39; 1 Пар. 11:10 — 12:22; 20:4—8).

#### Гаваонитяне и Мемфивосфей
Когда Давид вопросил Господа о причине трёхлетнего голода, он получил наказ искупить старый Саулов долг крови перед гаваонитянами. По требованию последних Давид выдал им двух сыновей и пятерых внуков Саула, которые были подвергнуты жестокой казни. После того как Давид приказал предать земле их останки, «умилостивился Бог над страною» (2 Цар. 21:1—14). Давид должен был в этом случае действовать как верховный владыка и судья своего народа, повинуясь требованию Господа, возложившего долг крови Саула на его семью; сам он не питал к роду Саула личной ненависти.
В знак этого Давид призвал Мемфивосфея, хромого сына Ионафана, к своему двору и разрешил ему есть за царским столом вместе со своими сыновьями (2 Цар. 9). Давид оказал милость Мемфивосфею ради клятвы Ионафану именем Господним (2 Цар. 21:7).

#### Давид и Вирсавия

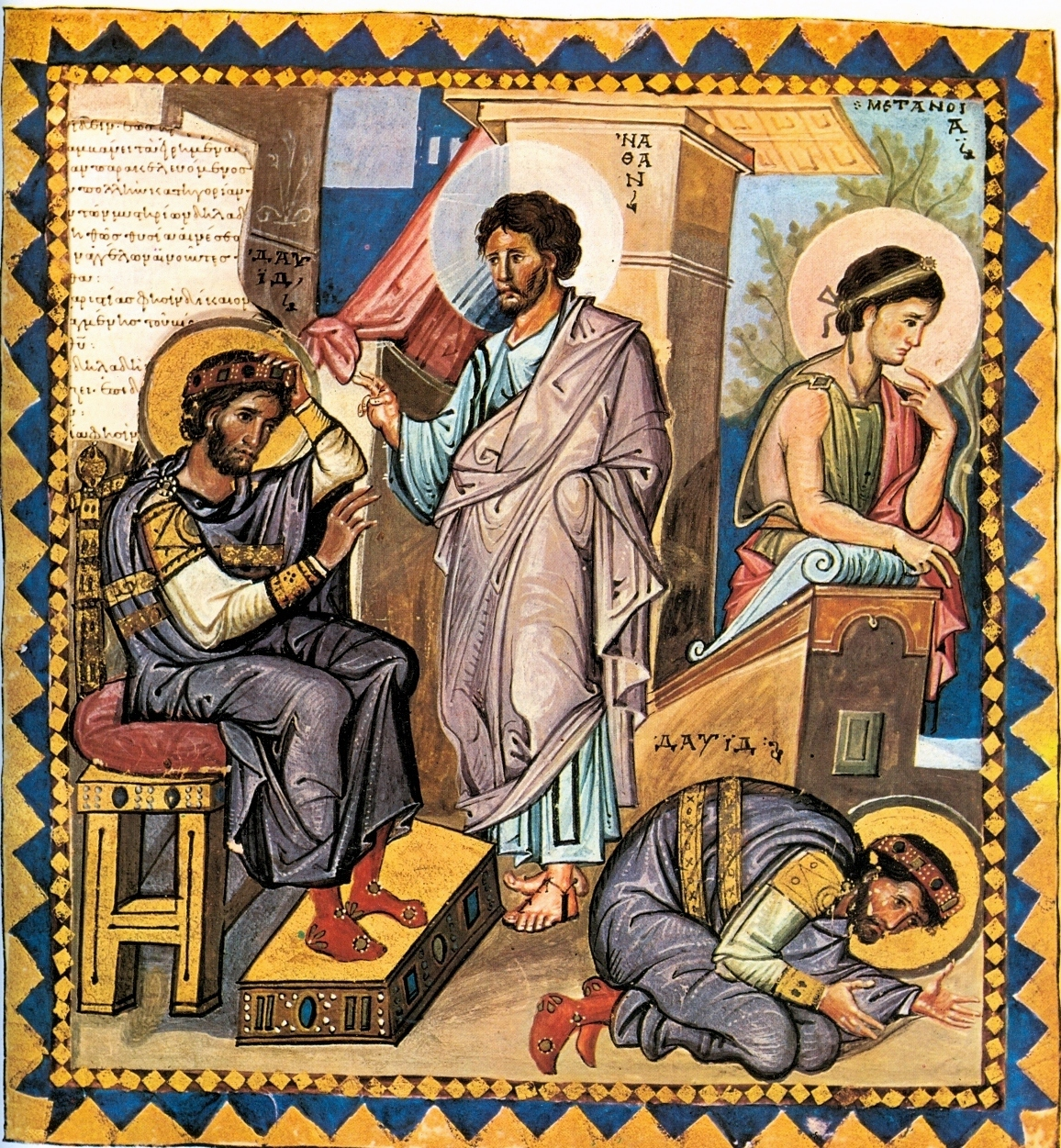
Пророк Нафан обличает Давида. Парижская псалтырь

На вершине своего могущества, во время войны с аммонитянами, Давид впал в грех. Увидев красивую купающуюся женщину и узнав, что это Вирсавия (Бат-Шева), жена Урии, одного из его военачальников. Давид приказал слугам привести Бат-Шеву и вступил с ней в близость, а затем отослал её домой.
Когда царю стало известно, что она ждет от него ребёнка, он вызвал её мужа из похода надеясь, что после долгого воздержания он войдет к ней и грех прелюбодеяния будет сокрыт. Однако Урия перед всем двором отказался войти в свой дом. Давид отправил Урию обратно в войско, послав с ним письмо, где повелел: «Поставьте Урию в место самого жестокого сражения и отступите от него, чтобы он был сражен и умер».
Вскоре царю сообщили, что Урия погиб. И когда истек срок траура, он взял Бат-Шеву в жены и Бат-Шева родила царю сына (2 Цар. 11:1—27).
Спустя время, Бог, не увидев раскаяния Давида за грех прелюбодеяния, послал к нему Пророка Нафана с притчей:

В одном городе были два человека, один богатый, а другой бедный; у богатого было очень много мелкого и крупного скота, а у бедного ничего, кроме одной овечки, которую он купил маленькую и выкормил, и она выросла у него вместе с детьми его; от хлеба его она ела, и из его чаши пила, и на груди у него спала, и была для него, как дочь; и пришел к богатому человеку странник, и тот пожалел взять из своих овец или волов, чтобы приготовить [обед] для странника, который пришел к нему, а взял овечку бедняка и приготовил её для человека, который пришел к нему.
— 2 Цар. 12:1—4
и далее:

Сильно разгневался Давид на этого человека и сказал Нафану: жив Господь! достоин смерти человек, сделавший это; и за овечку он должен заплатить вчетверо, за то, что он сделал это, и за то, что не имел сострадания. И сказал Нафан Давиду: ты — тот человек.
— 2 Цар. 12:5—7
Пророк Нафан вопрошал Давида от имени Бога: «Отчего же ты пренебрег словом Господа, сделав злое в Моих глазах: хитийца Урию ты убил мечом, а его жену взял себе в жены?!».
Таким образом, Давид сам того не ведая, навлек на себя смертный приговор, поскольку справедливо пожелал смерти «тому человеку» (себе, то есть), но раскаялся. И пророк сказал: «Господь снял твой грех — ты не умрешь. Но поскольку этим поступком ты дал повод врагам Бога хулить Его, умрет родившийся у тебя сын». Но Давида ещё ожидали четыре кары Божьи («за овечку он должен заплатить вчетверо»):
1. Смерть младшего сына.
2. Изнасилование дочери (Фамарь) старшим сыном Амноном.
3. Смерть Амнона от руки его же брата Авессалома
4. Предательство и смерть Авессалома от руки воинов Давида.

Прощение Давиду распространилось и на брак с Вирсавией, от которой родился ещё один сын, преемник Давида — Соломон (2 Цар. 12:1—25).

##### В Талмуде
Согласно талмудическому толкованию, жена Урии-хеттийца была на тот момент формально не замужем, так как в армии Давида был обычай: каждый, кто уходил на войну, давал жене гет (разводное письмо). Если муж не возвращался с войны, то жена считалась разведённой с момента вручения разводного письма. Урия дал своей жене гет, отправляясь на войну,
и поэтому связь с Вирсавией не была грехом против Урии.
Поразившая Давида болезнь (в течение шести месяцев его тело было покрыто язвами) стала наказанием за его проступок. И хотя в отношении самой Бат-Швы он не нарушил требований закона, его грех заключался в том, что он «убил Урию мечом аммонитян», — то есть послал его на верную смерть. А смертная казнь была заменена Давиду на болезнь, ведь пораженный язвами цараат подобен мертвому — то есть эта болезнь имеет искупительную силу смерти.
В браке с Вирсавией, вскоре родился преемник Давида — Соломон (2 Цар. 11:2 — 12:25).

#### Закат правления

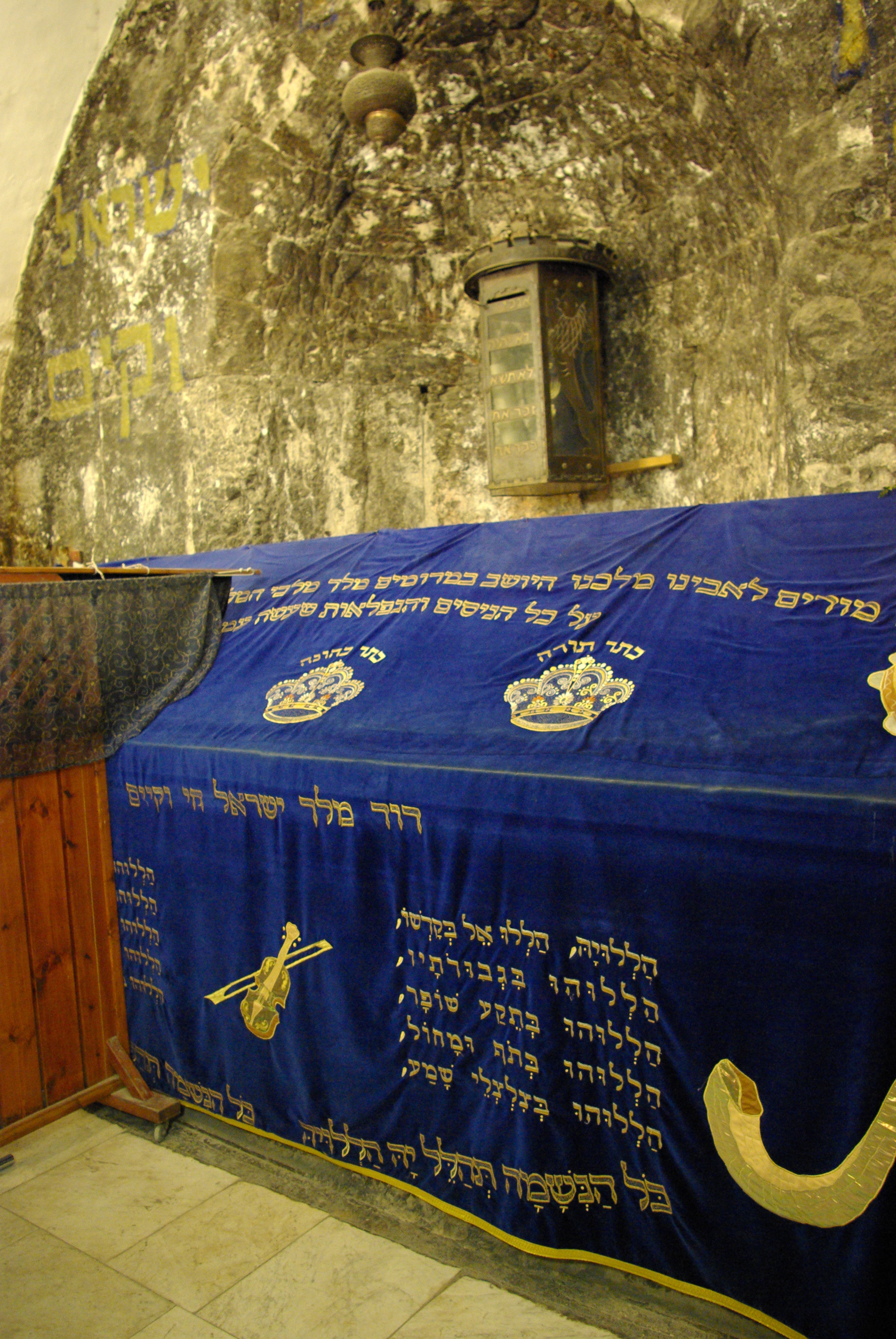
Так называемая Гробница Давида

Старший сын Давида Амнон изнасиловал свою единокровную сестру Фамарь (2 Цар. 13:14). Давид расстроился, но не стал наказывать своего сына. Видя такую несправедливость, за честь сестры вступился Авессалом и убил своего старшего брата, но, страшась гнева отца, бежал в Гессур (2 Цар. 13:38), где пробыл три года (970—967 год до н. э.). Затем, когда печаль Давида ослабла, Авессалом был прощён и смог возвратиться в Иерусалим. Однако Авессалом окружил себя частной армией и, ощущая свою возросшую популярность среди израильтян, во время религиозной церемонии объявил себя царём (2 Цар. 19:10). Библия сообщает, что это произошло «по прошествии сорока лет царствования Давида» (2 Цар. 15:7), то есть практически под самый конец его правления. Он не стал оказывать сопротивления и бежал вместе со своей гвардией из столицы за Иордан. Авессалом начал преследовать своего отца и в лесу Ефремовом произошло решающее сражение, вследствие которого Давид смог вернуть себе трон; но власть Давида была ещё шаткой, поскольку открылся новый мятеж, который возглавил Савей (2 Цар. 20:2). Однако Давиду удалось усмирить и этот мятеж, но покой обрести ему все же не удалось. О своих правах на царский трон заявил Адония (3 Цар. 1:18) — следующий по старшинству сын Давида. Пророк Нафан и Вирсавия настояли, чтобы стареющий Давид передал власть Соломону, что и было сделано (3 Цар. 2:1; 1 Пар. 23:1).
Давид умер в возрасте 70 лет после 40 лет царствования и был погребён в Иерусалиме (3 Цар. 2:10—11), на горе Сион, где, согласно христианскому преданию, проходила Тайная вечеря.

### Семья
Отец — Иессей, мать в Ветхом Завете не названа. Был младшим из восьми (или семи) братьев.
Жены и дети:
1. Мелхола, дочь царя Саула. Бездетна.
2. Ахиноама Изреелитянка:
  1. Амнон, первенец царя Давида. Изнасиловал Фамарь, убит братом Авессаломом.
3. Авигея Кармилитянка:
  1. Далуия (Хилеав или Даниил). По-видимому, умер в детстве, так как упоминается только в списках сыновей.
4. Мааха, дочь Фалмая, царя Гессурского:
  1. Фамарь, изнасилована единокровным братом Амноном;
  2. Авессалом. Восстал против отца, убит.
5. Аггифа:
  1. Адония. Боролся с царем Соломоном за престол, убит;
6. Авитала:
  1. Сафатия.
7. Аглая (Эгла):
  1. Ифреам (Иефераам).
8. Вирсавия:
  1. Шима, Шовав, Нафан и Соломон.
9. Ависага Сунамитянка — последняя наложница Давида.
10. имена матерей не названы:
  1. Ивхар, Елишама, Елифелет, Ногаг, Нефег, Иафиа, Елишама, Елиада и Елифелет;
  2. ещё не названные сыновья от наложниц.

## Историчность Давида

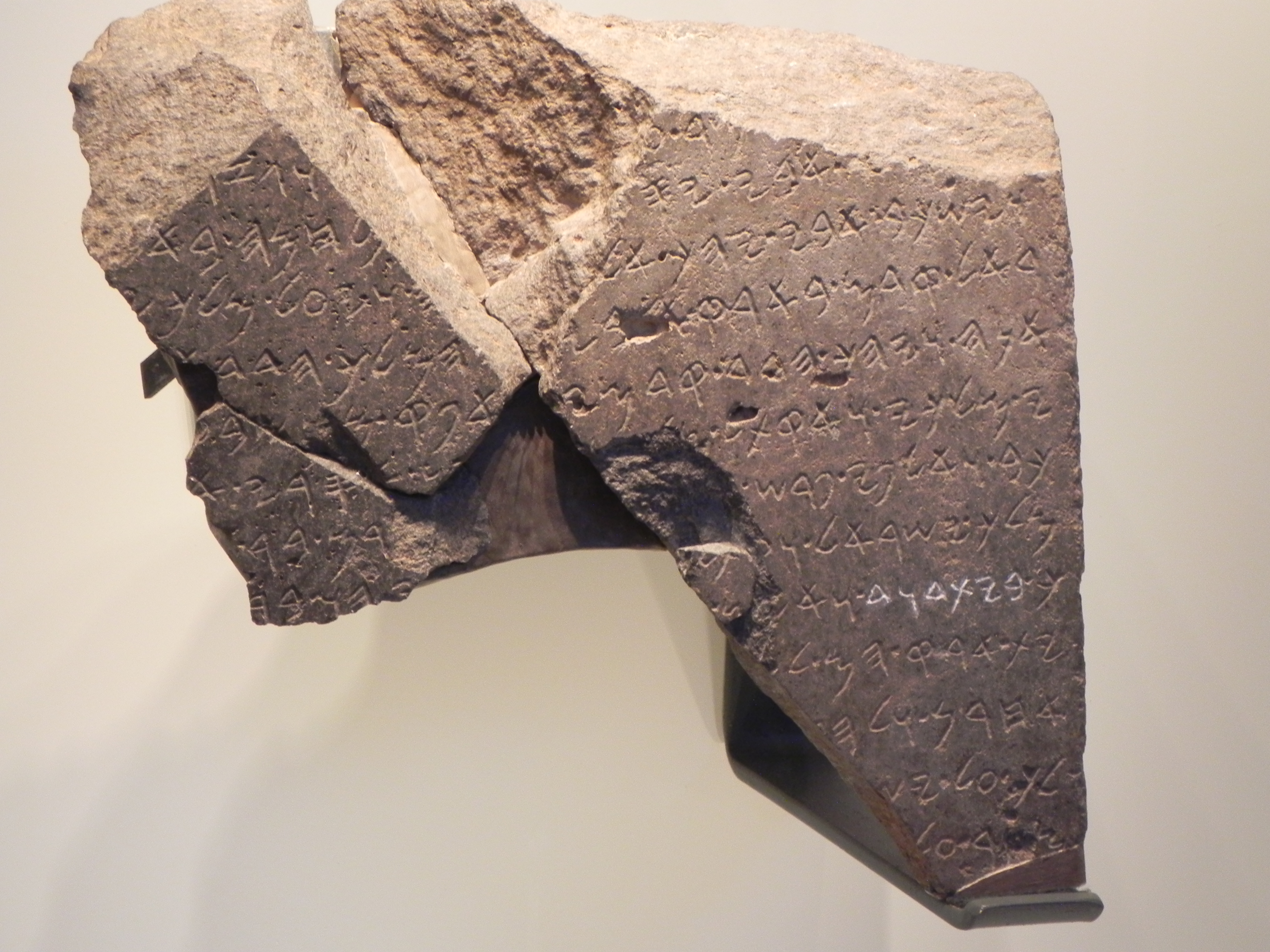
Стела из Тель-Дан. Фрагмент «бйтдвд» (дом Давида) выделен белым

Историчность царя Давида, так же как и историчность единого Израильского царства, является предметом дискуссии историков и археологов. Долгое время считалось, что хотя отсутствуют прямые свидетельства существования Давида и единого Израильского царства, и многие детали библейского рассказа о Давиде носят характер легенды, история прихода Давида к власти хорошо соотносится с археологической действительностью. В частности, к завоеваниям Давида относили археологические свидетельства уничтожения бывших филистимских и ханаанских городов, а к постройкам его сына Соломона относили обнаруженные в нескольких местах Израиля остатки монументальных городских ворот и дворцов, построенных в течение короткого периода.
Сложившаяся в 80-х годах школа библейского минимализма (англ. Biblical Minimalism), напротив, рассматривает все библейское повествование, в том числе и историю Давида, Соломона и единой израильской монархии, как идеологическую конструкцию, созданную в Иерусалиме в жреческих кругах во времена Ездры и Неемии (VI век до н. э.) или даже позже. С точки зрения представителей этой школы, Давид — «не более историческая фигура, чем король Артур».
Исраэль Финкельштейн, глава кафедры археологии Израиля Тель-Авивского университета, представитель так называемого подхода «низкой хронологии» (сдвигающего датировку слоев и артефактов, традиционно относящихся к XI—X векам до н. э., примерно на век позже), считает Давида и Соломона реально существовавшими царями, в то время как единое Израильское царство он считает не существовавшим. Другой профессор археологии Тель-Авивского университета, Зеэв Херцог, считает Давида и Соломона главами племенных княжеств, контролировавших небольшие районы: Давид — в Хевроне, Соломон — в Иерусалиме.
Одним из аргументов в пользу существования Давида является надпись на стеле из Тель-Дан IX—VIII века до н. э. (период Северного Израильского царства).
Стела с надписью на арамейском языке поставлена в городе Дан одним из царей Арама, возможно, Азаилом в честь победы над царем Израиля. В тексте стелы из Тель-Дана упоминается дом (династия) Давида; она рассматривается некоторыми археологами как доказательство историчности царя Давида. Помимо стелы из Тель-Дан, в настоящее время известны ещё две надписи, трактующиеся как древнейшие упоминания царя Давида, но их трактовка вызывает многочисленные возражения. Как дополнительное свидетельство существования единого царства Израиля во времена царя Давида рассматриваются раскопки еврейского города в Хирбет Кейафа.

## В религиозных традициях

### В иудаизме
Согласно еврейской традиции, из рода Давида должен прийти Мессия (машиах бен Давид), который преобразит мир насилия и эгоизма в мир, где не будет войн, а вся земля наполнится любовью к Богу и к людям.
В каббале раскрывается соответствие Давида и сфиры малхут.

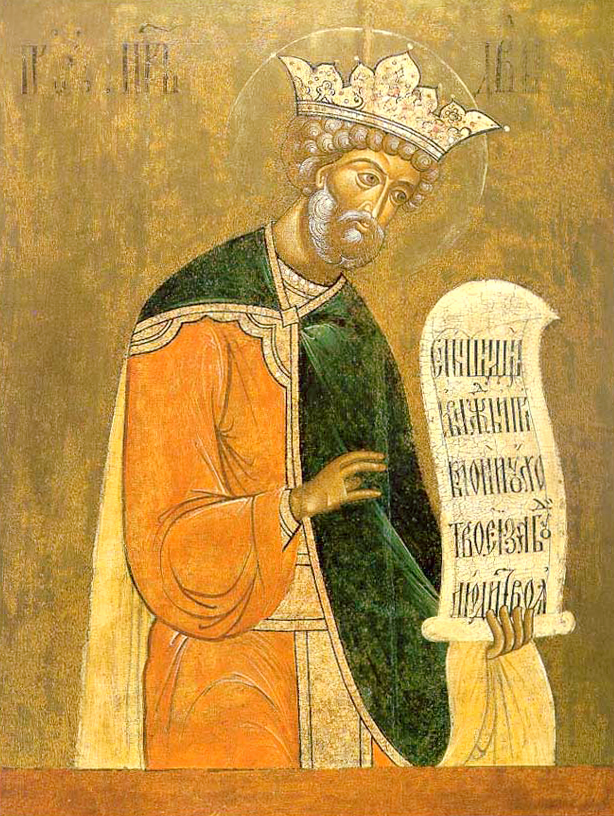
Православная икона «Царь и пророк Давид», первая треть XVII века

### В христианстве
Авторы Нового завета видят в Давиде пророка (Деян. 2:30) и героя веры (Евр. 11:32), мужа по сердцу Божьему и праотца Иисуса, «Сына Давидова» (Деян. 13:22 и след.; Мф. 1:1, 6; Мф. 9:27; 15:22; Рим. 1:3), который одновременно есть и Давидов Господь, Христос (Мф. 22:42—45). В этом исполняются данные Давиду обетования (Лк. 1:32, 33).
Согласно христианскому вероучению, пророчества сбылись, из рода Давида в мир пришёл ожидаемый Мессия — Иисус Христос.
В православии Царь Давид, наравне с ветхозаветными пророками и праведниками, занимает одно из центральных мест в богословии. Псалмы Давида — Псалтырь — являются одним из самых важнейших элементов православного богослужения, и частью Ветхого Завета Библии. Из всех книг Библии — Священного Писания — псалмы Давида во время богослужения читаются в наибольшем количестве.

### В исламе
Даву́д (араб. داود‎) — в исламе — пророк, через которого была ниспослана священная книга Забур (Псалтирь), отождествлён с иудейским царём Давидом. Пророк Давуд много времени посвящал молитвам, поэтому Аллах сделал его не только пророком, но также и земным правителем.

## Образ в искусстве

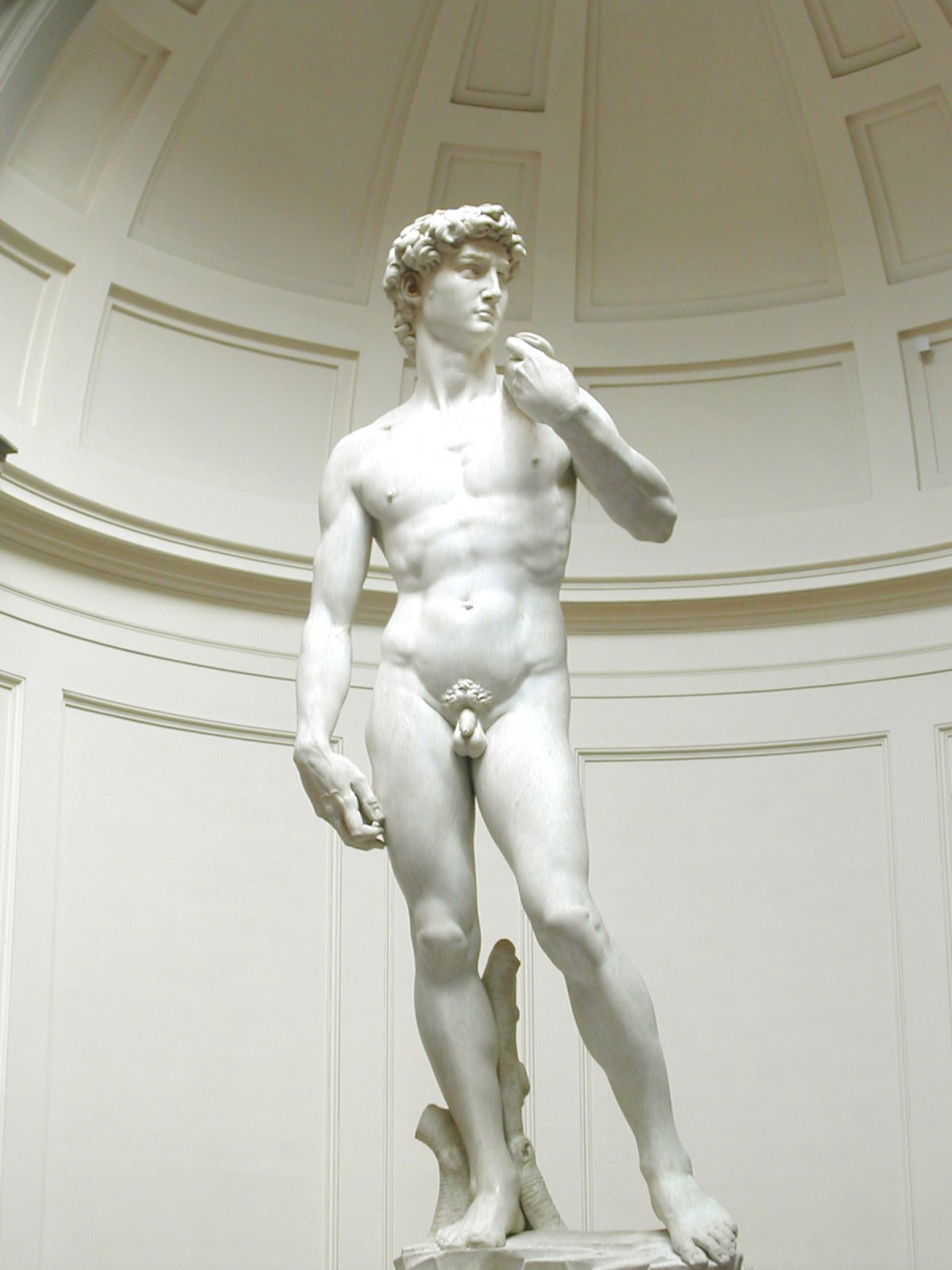
Скульптура Давида. Микеланджело

Давиду посвящено немало произведений искусства разных эпох и поколений. Например:
- знаменитая скульптура работы Микеланджело,
- картины Тициана и Рембрандта, отражающие эпизоды из его жизни,
- оратория «Царь Давид» французского композитора Артюра Онеггера.

7 октября 2008 года на горе Сион был установлен бронзовый памятник царю Давиду, полученный израильскими властями в дар от российского благотворительного фонда Святителя Николая Чудотворца.

### Кинематограф
- 1951 — «Давид и Вирсавия»[англ.] — фильм режиссёра Генри Кинга с Грегори Пеком в главной роли.
- «Давид и Голиаф» (итал. David e Golia) — кинофильм режиссёров Фердинандо Бальди и Ришара Потье, вышедший на экраны в 1960 году. Считается, что Орсон Уэллс сам поставил сцены со своим участием.
- 1985 — «Царь Давид» (англ. King David) — фильм режиссёра Брюса Бересфорда с Ричардом Гиром в главной роли.
- 1997 — «Царь Давид: Идеальный властитель» (англ. David) — телевизионный фильм режиссёра Роберта Марковица.
- 2005 — «Давид» (англ. The King) — анимационный фильм режиссёра Санг Джин Кима.
- 2012 — «Царь Давид» (порт. Rei Davi) — бразильский телесериал.
- 2016 — «Цари и пророки» (англ. Of Kings and Prophets) — американский сериал.
- 2025 — «Дом Давида» (англ. House of David) — американский сериал.

## Сноски и источники
1. ↑  ЭСБЕ, 1893.
2. ↑  Древний Восток и античность. // Правители Мира. Хронологическо-генеалогические таблицы по всемирной истории в 4 тт. / Автор-составитель В. В. Эрлихман. — Т. 1.
3. 1 2  Давид : [арх. 5 октября 2022] // Григорьев — Динамика. — М. : Большая российская энциклопедия, 2007. — С. 210. — (Большая российская энциклопедия : [в 35 т.] / гл. ред. Ю. С. Осипов ; 2004—2017, т. 8). — ISBN 978-5-85270-338-5.
4. ↑   Давид — статья из Электронной еврейской энциклопедии
5. ↑  Э. Шульман. Седер а-корот беталмуд (порядок событий в Талмуде) = סדר הקורות בתלמוד. — «Коль Мевасер», 2003. — 211 с.
6. ↑  Шульман Э. Седер а-корот беТанах аль пи Раши (порядок событий в Танахе согласно Раши) = סדר הקורות בתנ"ך ע"פ רש"י. — «Коль Мевасер», 2001. — 104 с.
7. ↑  Шульман Э. Седер Олам Раба ла-тана раби Йосей бар Халафта (порядок событий в мире по таннаю р. Йосей бар Халафта) = סדר עולם רבה להתנא רבי יוסי בר חלפתא. — Нехалим: «Мофет», 1999. — 170 с.
8. ↑  Макарий (Глухарёв). Первая книга Царств.
9. ↑  Давид. Годы пастушества и помазание на царство. Иудаизм и евреи. Толдот Йешурун. Дата обращения: 5 ноября 2023. Архивировано 5 ноября 2023 года.
10. ↑  В синодальном переводе — «гусли». Псалтерий (נֵבֶל‬, цитра) — басовая разновидность этого инструмента.
11. ↑  Талмуд. Шаббат 56а
12. ↑  Йома 22б
13. ↑  I Мелахим 15:5; Шабат 56а, Раши; Зоар 2, 107а
14. ↑  Июн Яаков, Йома 22б
15. ↑  Давид. Женитьба на Бат-Шеве и рождение Шломо. Дата обращения: 29 марта 2015. Архивировано из оригинала 2 апреля 2015 года.
16. ↑  Вопросы раввину. Мировоззрение. Дата обращения: 29 марта 2015. Архивировано 2 апреля 2015 года.
17. ↑  Ватикан может разорвать дипломатические отношения с Израилем. Архивная копия от 28 сентября 2013 на Wayback Machine NEWSru 11 декабря 2009.
18. ↑  Йосеф Гарфинкель. Рождение и смерть библейского минимализма. Дата обращения: 26 апреля 2024. Архивировано 26 апреля 2024 года.
19. 1 2 3 4  Израиль Финкельштейн и Нил Ашер Зильберман. «Раскопанная Библия. Новый взгляд археологии». Гл. 5 — Воспоминания о Золотом Веке? Архивировано 8 мая 2014 года.
20. 1 2  «Тайны библейских царей». Архивировано 3 мая 2014 года. // National Geographic
21. 1 2  The Tel Dan Stela and the Kings of Aram and Israel. Дата обращения: 7 мая 2014. Архивировано из оригинала 24 сентября 2017 года.
22. ↑  King David kills Biblical Minimalism. Дата обращения: 7 февраля 2014. Архивировано 4 марта 2016 года.
23. ↑  Обнаружен, возможно, один из дворцов царя Давида. Архивная копия от 8 мая 2014 на Wayback Machine
24. ↑  «Введение в каббалу. Десять сфирот». Дата обращения: 3 мая 2014. Архивировано из оригинала 3 мая 2014 года.
25. ↑  Псалтирь. azbyka.ru. Дата обращения: 23 сентября 2016. Архивировано 27 сентября 2016 года.
26. ↑  Псалтирь в богослужении. azbyka.ru. Дата обращения: 23 сентября 2016. Архивировано 23 сентября 2016 года.
27. ↑  NEWSru.co.il — Дар России: бронзовый Царь Давид на горе Сион. Раввин Гольдштейн: проблема в ухе. Дата обращения: 12 октября 2008. Архивировано 10 октября 2008 года.